# Wysoki Dział (Pieniny)
Wysoki Dział (731 m n.p.m.) – szczyt w Pieninach Właściwych, w północno-wschodniej części Pienin Czorsztyńskich, na terenie Pienińskiego Parku Narodowego.
Jest niewybitnym wzniesieniem położonym w bocznym grzbiecie odbiegającym z zachodniego wierzchołka Czoła na północny wschód. Nieco na południe od szczytu Wysokiego Działu znajduje się punkt zwornikowy – na wschód odgałęzia się grań Pieninek, w której najbliższą i rozpoczynającą ją kulminacją jest Bajków Groń (716 m), natomiast ku północy drugi, szeroki grzbiet opada do doliny Krośnicy (leży w nim również wierzchołek). Północno-zachodnie stoki, które obniżają się w dolinę Potoku pod Wysoki Dział, są najbardziej strome; północno-wschodnie odwadnia potok Łanny, natomiast południowo-wschodnie – Pieniński Potok.
Okolice szczytu są porośnięte lasem, lecz poniżej ok. 670 m na grzbiecie opadającym na północ rozciąga się duża łąka Wielkie Załonie. Ponadto na wschodnim grzbiecie, pomiędzy Wysokim Działem a Bajków Groniem, leży polana Wymiarki.
Wysoki Dział znajduje się w Pienińskim Parku Narodowym w granicach Krościenka nad Dunajcem, w województwie małopolskim, w powiecie nowotarskim. Jest niedostępny dla ruchu turystycznego i nie prowadzą tędy szlaki turystyczne. Przez przełęcz oddzielającą go od Bajków Gronia przechodzą jednak dwa szlaki piesze:
 żółty Krościenko nad Dunajcem – przełęcz Szopka – Sromowce Niżne
 niebieski Szczawnica – Sokolica – Czerteż – Trzy Korony.